# 351 a.C.
Il 351 a.C. (CCCLI a.C. in numeri romani) è un anno  del IV secolo a.C.

## Eventi
- Artaserse III di Persia invade l'Egitto, ma non riesce a conquistarlo.
- Roma
  - Consoli Gaio Sulpicio Petico V e Tito Quinzio Peno Capitolino Crispino II
  - Dittatore Marco Fabio Ambusto
  - viene eletto alla carica di censore il primo plebeo romano.
- Niseo succede ad Ipparino come tiranno di Siracusa e Gela.
- Febea, approfittando dell'instabilità politica siracusana, si libera dalla dominazione siciliana.

## Morti
- Ipparino, siceliota